# بروس هولاند روجرز
بروس هولاند روجرز (بالإنجليزية: Bruce Holland Rogers)‏‏ (1958 في توسان، أريزونا - ) روائي، وكاتب مقالات، ومؤلف، وكاتب، وشاعر، وكاتب خيال علمي من الولايات المتحدة.

## الجوائز
- جائزة نيبولا
- جائزة نيبولا لأفضل رواية قصيرة [الإنجليزية]‏
- جائزة نابيولا لأفضل قصة قصيرة  [لغات أخرى]‏
- World Fantasy Award—Short Fiction [الإنجليزية]‏
- جائزة عالم الخيال لأفضل مجموعة  [لغات أخرى]‏

## روابط خارجية
- بروس هولاند روجرز على موقع IMDb (الإنجليزية)